# Elecciones municipales de Abancay de 1998
Las elecciones municipales de Abancay de 1998 se llevaron a cabo el 11 de octubre de 1998 para elegir al alcalde y al Concejo Provincial de Abancay para el periodo 1999-2002. La elección se celebró simultáneamente con elecciones municipales en todo el país.

## Sistema electoral
La Municipalidad Provincial de Abancay es el órgano administrativo y de gobierno de la provincia de Abancay. Está compuesta por el alcalde y el Concejo Provincial.
La votación del alcalde y el concejo se realiza en base al sufragio universal, que comprende a todos los ciudadanos nacionales mayores de dieciocho años, empadronados y residentes en la provincia de Abancay y en pleno goce de sus derechos políticos, así como a los ciudadanos no nacionales residentes y empadronados en la provincia de Abancay.
El Concejo Provincial de Abancay está compuesto por 11 regidores elegidos por sufragio directo para un período de cuatro (4) años, en forma conjunta con la elección del alcalde (quien lo preside). La votación es por lista cerrada y bloqueada. Para que una lista sea proclamada ganadora debe obtener más del 20% de los votos válidos; en caso ninguna lista logre ese porcentaje, los dos listas más votadas participan en una segunda vuelta o balotaje. Se asigna a la lista ganadora los escaños según el método d'Hondt o la mitad más uno, lo que más le favorezca.

## Composición del Concejo Provincial de Abancay
La siguiente tabla muestra la composición del Concejo Provincial de Abancay antes de las elecciones.
| Partidos | Partidos                  | Regidores |
| -------- | ------------------------- | --------- |
|          | Lista Independiente N° 9  | 8         |
|          | Lista Independiente N° 17 | 2         |
|          | Lista Independiente N° 15 | 2         |
|          | Lista Independiente N° 7  | 1         |
|          | Lista Independiente N° 19 | 1         |

## Partidos y candidatos
A continuación se muestra una lista de los principales partidos y alianzas electorales que participaron en las elecciones:
| Candidatura | Candidatura | Partidos y alianzas                                | Candidatos | Candidatos               | Ideología                                     | Resultado previo | Resultado previo | Ref. |
| Candidatura | Candidatura | Partidos y alianzas                                | Candidatos | Candidatos               | Ideología                                     | Votos (%)        | Reg.             | Ref. |
| ----------- | ----------- | -------------------------------------------------- | ---------- | ------------------------ | --------------------------------------------- | ---------------- | ---------------- | ---- |
|             | AP          | Lista - Acción Popular (AP)                        |            | Virgilio Flores Socángel | Humanismo Nacionalismo cívico Reformismo      | 1.66%            | 0                |      |
|             | UPP         | Lista - Unión por el Perú (UPP)                    |            | Jesús Camacho Quispe     | Socioliberalismo Progresismo Socialdemocracia | Nuevo            | Nuevo            |      |
|             | SP          | Lista - Movimiento Independiente Somos Perú (SP)   |            | Luis Barra Pacheco       | Democracia cristiana Conservadurismo social   | Nuevo            | Nuevo            |      |
|             | VV          | Lista - Movimiento Independiente Vamos Vecino (VV) |            | Elías Segovia Ruiz       | Fujimorismo                                   | Nuevo            | Nuevo            |      |
|             | IND         | Lista - Lista Independiente Nueva Izquierda        |            | Favio Pozo Zárate        | Localismo abanquino                           | Nuevo            | Nuevo            |      |
|             | IND         | Lista - Lista Independiente Contigo Abancay        |            | Jorge Huapaya Solano     | Localismo abanquino                           | Nuevo            | Nuevo            |      |
|             | IND         | Lista - Lista Independiente Unidos por Abancay     |            | Esaú Vargas Huamán       | Localismo abanquino                           | Nuevo            | Nuevo            |      |
|             | IND         | Lista - Lista Independiente Somos Abancay          |            | Octavio Canchasto Vargas | Localismo abanquino                           | Nuevo            | Nuevo            |      |

## Resultados

### Sumario general
|                        |                                            |              |              |              |           |           |
| Partidos y coaliciones | Partidos y coaliciones                     | Voto popular | Voto popular | Voto popular | Regidores | Regidores |
| Partidos y coaliciones | Partidos y coaliciones                     | Votos        | %            | ±pp          | Total     | +/−       |
|                        | Lista Independiente Nueva Izquierda        | 7,279        | 26.98        | n/a          | 7         | +7        |
|                        | Movimiento Independiente Vamos Vecino (VV) | 7,172        | 26.59        | Nuevo        | 2         | +2        |
|                        | Movimiento Independiente Somos Perú (SP)   | 5,247        | 19.45        | Nuevo        | 1         | +1        |
|                        | Lista Independiente Contigo Abancay        | 4,692        | 17.39        | n/a          | 1         | +1        |
|                        | Lista Independiente Unidos por Abancay     | 1,048        | 3.88         | n/a          | 0         | ±0        |
|                        | Lista Independiente Somos Abancay          | 895          | 3.38         | n/a          | 0         | ±0        |
|                        | Acción Popular (AP)                        | 611          | 2.26         | +0.60        | 0         | ±0        |
|                        | Unión por el Perú (UPP)                    | 32           | 0.12         | Nuevo        | 0         | ±0        |
|                        |                                            |              |              |              |           |           |
| Total                  | Total                                      | 26,976       |              |              | 11        | –3        |
|                        |                                            |              |              |              |           |           |
| Votos válidos          | Votos válidos                              | 26,976       | 86.49        | +8.16        |           |           |
| Votos en blanco        | Votos en blanco                            | 1,933        | 6.20         | –4.66        |           |           |
| Votos nulos            | Votos nulos                                | 2,282        | 7.32         | –3.48        |           |           |
| Votos emitidos         | Votos emitidos                             | 31,191       | 77.03        | +8.29        |           |           |
| Abstenciones           | Abstenciones                               | 9,302        | 22.97        | –8.29        |           |           |
| Votantes registrados   | Votantes registrados                       | 40,493       |              |              |           |           |
|                        |                                            |              |              |              |           |           |
| Fuente:                |                                            |              |              |              |           |           |

## Elecciones municipales distritales

### Resultados por distrito
La siguiente tabla enumera el control de los distritos de la provincia de Abancay. El cambio de mando de una organización política se resalta del color de ese partido.
| Distrito             | Alcalde(sa) electo(a)        | Partido político | Partido político          | Alcalde(sa) electo(a)       | Partido político | Partido político |
| -------------------- | ---------------------------- | ---------------- | ------------------------- | --------------------------- | ---------------- | ---------------- |
| Chacoche             | Apolinario Cconislla Truevas |                  | Lista Independiente N° 5  | Segundo Quispe Villarruel   |                  | Somos Perú       |
| Circa                | Eusebio Huamaní Román        |                  | Lista Independiente N° 19 | Máximo Chumbes Oyola        |                  | Vamos Vecino     |
| Curahuasi            | Elías Segovia Ruiz           |                  | Lista Independiente N° 17 | Augusto Mosqueira Barazorda |                  | Nueva Izquierda  |
| Huanipaca            | Wilfredo Zambrano Flores     |                  | Lista Independiente N° 7  | Leoncio Mantilla Ustua      |                  | Vamos Vecino     |
| Lambrama             | Alipio Chipana Yupanqui      |                  | Lista Independiente N° 15 | Alipio Chipana Yupanqui     |                  | Contigo Abancay  |
| Pichirhua            | Gregorio Núñez Quispe        |                  | Lista Independiente N° 19 | Crispín Andia Samanez       |                  | Somos Perú       |
| San Pedro de Cachora | Alberto Rivero Ortiz         |                  | Lista Independiente N° 19 | Alberto Rivero Ortiz        |                  | Vamos Vecino     |
| Tamburco             | Alejandro Caballero Huachaca |                  | Lista Independiente N° 7  | Efraín Córdova Urrutia      |                  | Vamos Vecino     |